# L'idiota (miniserie televisiva)
L'idiota è uno sceneggiato televisivo in sei puntate prodotto dalla Rai - Radiotelevisione Italiana e trasmesso sul Programma Nazionale dal 26 settembre al 17 ottobre 1959.
La sceneggiatura dell'adattamento televisivo, tratta dal romanzo omonimo di Fëdor Dostoevskij, è dovuta a Giorgio Albertazzi che dello sceneggiato fu anche interprete nel ruolo del protagonista, il principe Lev Nikolàevič Myškin. Il cast annoverava, tra gli altri, anche Anna Proclemer nei panni di Nastàs'ja Filìppovna e Gian Maria Volonté nel ruolo di Parfën Rogòžin.
Il regista dello sceneggiato, girato in bianco e nero e della durata complessiva di 423 minuti, è stato Giacomo Vaccari.
Sebbene sia a tutti gli effetti una miniserie televisiva, il ritmo della recitazione è tipicamente teatrale: i lunghi dialoghi, lo stile di recitazione e l'interpretazione attoriale lo rendono un vero e proprio esempio di teatro televisivo a puntate.

## Puntate
Le sei puntate dello sceneggiato sono state trasmesse in prima serata alle ore 21 in quattro differenti occasioni. Le prime quattro sono state trasmesse in coppia: i primi due episodi sabato 26 settembre 1959, e gli altri due il sabato successivo. La quinta e la sesta puntata sono state trasmesse in due serate diverse per permettere il collegamento in Eurovisione per trasmettere da Zurigo il Festival della Canzone Italiana in Svizzera.
| Puntata         | Prima TV          |
| --------------- | ----------------- |
| Prima puntata   | 26 settembre 1959 |
| Seconda puntata | 26 settembre 1959 |
| Terza puntata   | 3 ottobre 1959    |
| Quarta puntata  | 3 ottobre 1959    |
| Quinta puntata  | 10 ottobre 1959   |
| Sesta puntata   | 17 ottobre 1959   |

### Prima puntata
- Prima TV: 26 settembre 1959
- Durata: 60 minuti

La prima puntata copre gli avvenimenti dei primi sette capitoli del romanzo.

#### Trama

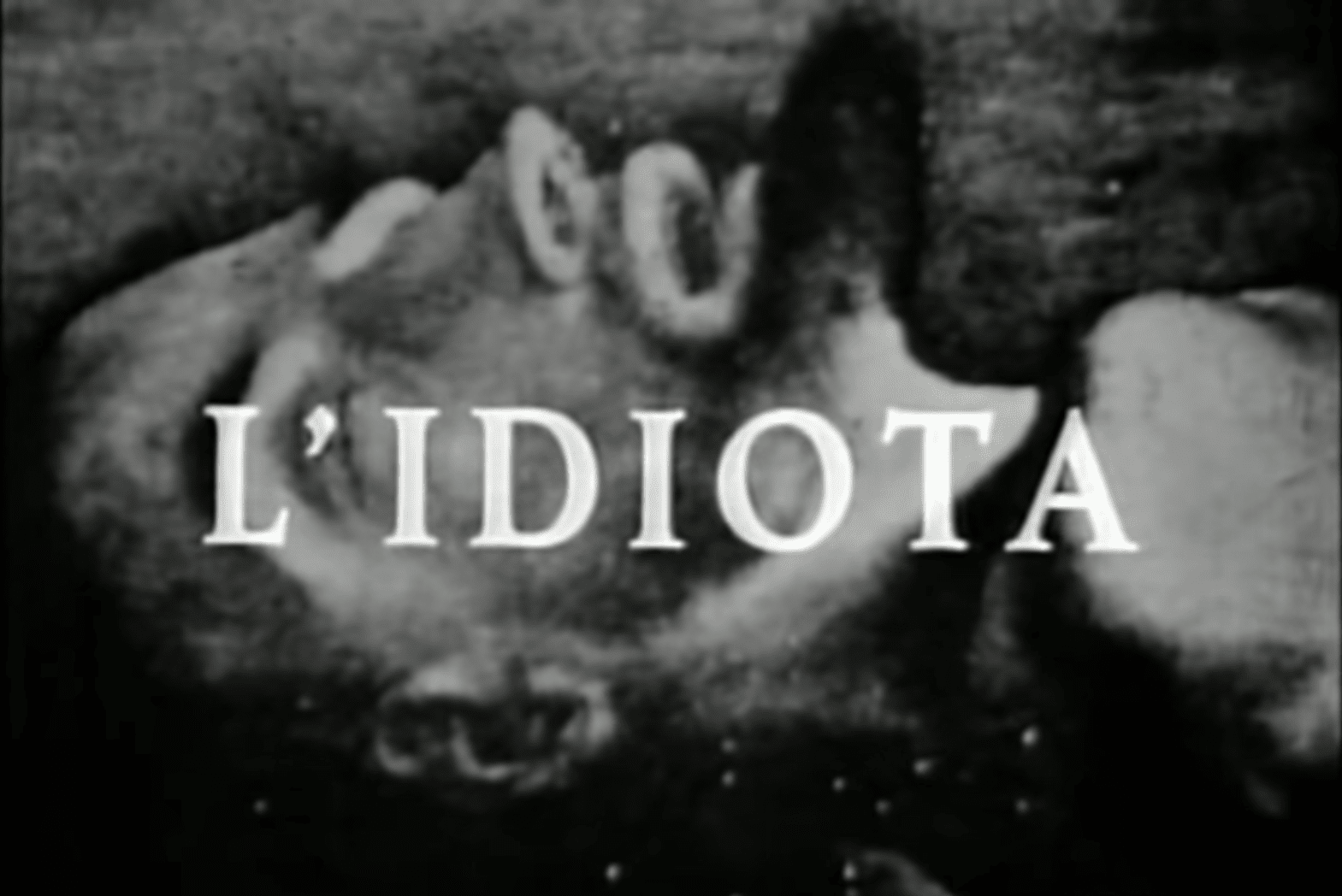
Il corpo di Cristo morto nella tomba nella scena iniziale

La puntata si apre con l'immagine del dipinto Il corpo di Cristo morto nella tomba di Hans Holbein il Giovane e le parole dello stesso Dostoevskij rivolte, in una lettera del 1867, allo scrittore Apollon Nikolaevič Majkov: 
Il principe Lev Nikolàevič Myškin ritorna in Russia dopo un lungo soggiorno in Svizzera in una clinica dove si era cercato di guarirlo dall'epilessia. Appresa la notizia della morte di una zia, e ricevuta una lettera nella quale si accenna a un'eredità cospicua, decide di fare ritorno in patria, pur non conoscendo da principio la sua meta finale.
Durante il viaggio in treno incontra Parfën Rogòžin, uno dei figli di un ricco mercante morto da poco tempo: anche Parfën sta tornando a casa per reclamare l'eredità che gli spetta, una parte dei due milioni di rubli lasciati alla morte del genitore. Accanto a Rogòžin siede il funzionario Lèbedev, un uomo che sembra conoscere molti personaggi di Pietroburgo.

Rogòžin e Lèbedev sul treno per Pietroburgo

Interrogato dai due, il principe, che appare umile anche a causa di un modesto fagotto che è l'unico bagaglio che porta con sé, rivela di essere un Myškin, un'antica famiglia di cui rimangono soltanto due eredi: lui e la moglie del generale Epančin.  Nella conversazione tra i tre, spunta fuori il nome della giovane e bellissima Nastàs'ja Filìppovna, della quale Rogòžin è follemente innamorato.
Giunto a casa di Elizavèta Prokòf'evna, il principe si intrattiene per qualche minuto col generale Epančin, il quale prima gli offre un posto di lavoro da 25 rubli al mese e poi, in tutto segreto, gli mostra il ritratto della possibile futura sposa del suo consigliere Gavrìla Ardaliònovič: la donna nel ritratto è Nastas'ja Filìppovna. Epančin invita il principe a rimanere per la colazione per poter conoscere sua moglie Elizavèta, e le sue figlie Adelaìda e Aglàja (nel romanzo vi è anche una terza figlia, la maggiore, di nome Aleksàndra).
Durante la colazione, il principe racconta della sua esperienza in Svizzera, del suo amore puro per i bambini (in particolare per una ragazzina di nome Maria) e, infine, narra un aneddoto molto struggente che aveva coinvolto un uomo condannato alla pena di morte e graziato, proprio davanti ai suoi occhi. Anche con le donne il principe ha modo di parlare di Nastas'ja Filìppovna. Quando, infatti, dichiara ad Aglàja che la sua bellezza incute quasi paura ed è enigmatica, la paragona ingenuamente a Nastas'ja, della quale ha visto un ritratto pochi minuti prima nell'ufficio del generale. Dal momento che il principe non ha casa a Pietroburgo, il generale chiede a Gavrìla di offrirgli una delle sue camere. Gavrìla lo accompagna allora a casa sua.

### Seconda puntata
- Prima TV: 26 settembre 1959
- Durata: 80 minuti

La puntata copre gli avvenimenti degli ultimi nove capitoli della prima parte del romanzo e il primo capitolo della seconda parte.

#### Trama
Il principe si sistema in una delle camere di casa Ìvolgin. Qui ha modo di incontrare il padre di Gavrila, ossia il vecchio generale Ardaliòn Aleksàndrovič Ìvolgin, sua madre Nina Aleksandrovna, la sorella Varvàra e il fratello minore Kòlja; fa conoscenza, inoltre, dell'altro affittuario Ferdyščenko.
La situazione degenera all'improvviso con l'arrivo prima di Nastas'ja che vuole incontrare la futura suocera alla vigilia delle nozze, e poi di Rogòžin accompagnato da un gruppo di amici ubriachi, venuto lì per offendere Gavrila. Rogòžin, infatti, accusa il segretario di sposarsi solo per l'ingente dote di 75 000 rubli e finisce per offrirne 100 000 pur di avere Nastas'ja, in quello che la stessa Nastas'ja definisce «un mercanteggiare».
Nella confusione, Varvàra insulta Nastas'ja dandole della “svergognata”. A queste parole oltraggiose, il fratello Gavrila risponde cercando di schiaffeggiarla, ma il principe Myškin si intromette, e riceve lo schiaffo destinato a Varvara. Inoltre, ha parole di stima per Nastas'ja, che non reputa essere così come gli altri la dipingono.

Ferdyščenko racconta l'azione più abietta della sua vita alla festa di Nastas'ja

È sera, ormai, e a casa di Nastas'ja si dà inizio ai festeggiamenti per il compleanno della ragazza. Myškin si reca, pur senza invito, alla festa e incontra Dar'ja, la quale è la migliore amica di Nastas'ja, il vecchio Tockij in compagnia del generale Epančin, Gavrila e Ferdyščenko. Durante la festa si decide, su proposta di Ferdyščenko, di raccontare ognuno l'azione più abietta mai compiuta in vita; ma il gioco viene interrotto quasi subito e Nastas'ja, indebolita dalla febbre e resa poco lucida dallo champagne, affida a Myškin la decisione sul suo futuro: gli chiede davanti a tutti se debba sposarsi oppure no. Il principe si mostra timorosamente contrario e Nastas'ja, nello stupore generale, conferma che non sposerà Gavrila. Sono le 23 e 30 e irrompe Rogòžin con la sua banda e un pacchetto contenente 100 000 rubli promessi qualche ora prima alla ragazza in cambio della sua mano. Nastas'ja sembra accettare il denaro, rinfacciando a tutti che non ha altra scelta, poiché nessuno la prenderebbe senza dote. A questo punto Myškin si offre di sposarla anche senza dote, riconoscendone le qualità morali; sarebbe, infatti, disposto anche a lavorare se non dovessero avere i soldi necessari, e qualche istante dopo esibisce anche la lettera di un avvocato che lo indica come futuro erede di un'enorme quantità di denaro.

Il principe Myškin e Nastas'ja

La ragazza sembra sul punto di acconsentire, confessa di aver sempre aspettato una figura come il principe e di averlo sognato tante volte quando ancora bambina si vedeva vittima delle molestie di Tockij, suo tutore. Tuttavia rifiuta: è una donna disonorata e non vuole rovinare un innocente qual è il principe. Quindi, chiede a Rogožin il denaro e, presi i soldi, li getta nell'incredulità generale nel fuoco. Sfida Gavrila ad andarli a riprendere; costui, infatti, pur non amandola, avrebbe accettato di sposarla unicamente per i 75 000 rubli di dote; e impedisce a tutti gli altri di sottrarre il denaro dalle fiamme. Infine, la ragazza, dopo aver salvato i soldi dal fuoco e averli donati a Gavrila, svenuto nel tentativo di salvaguardare il suo onore non raccattando il denaro dalle fiamme, se ne va via con Rogožin, lasciando il principe in lacrime.
Trascorrono 6 mesi ed è il maggio del 1869. Un giorno Kolja, che ha preso a frequentare le figlie del generale Epančin, consegna ad Aglàja uno strano biglietto del principe Myškin, nel quale egli si interessa alla sua salute e felicità:
(Fëdor Dostoevskij, L'idiota - II, 1)
Stupita, Aglàja nasconde il biglietto in una copia del Don Chisciotte.

### Terza puntata
- Prima TV: 3 ottobre 1959
- Durata: 83 minuti

La puntata copre gli eventi dei primi undici capitoli della seconda parte del romanzo.

#### Trama

Rogožin e Nastas'ja a Mosca

Il principe ritorna a Pietroburgo da Mosca dopo aver intascato l'eredità e lasciato i suoi affari agli attendenti. Si reca a casa Ìvolgin, dove il consigliere Lèbedev lo informa della presenza di Nastas'ja a Pietroburgo. La ragazza, infatti, ha lasciato Rogožin poco prima di sposarlo e ora si rifugia a Pietroburgo. Anche Rogožin è ritornato, e il principe decide di andare a fargli visita. A casa di Rogožin, i due hanno una lunga conversazione: Myškin viene informato da Rogožin che lui e Nastas'ja si sono riconciliati, nonostante le frizioni e alcuni spiacevoli episodi occorsi a Mosca. Con alcuni flashback si spiega che a Mosca Rogožin aveva picchiato Nastas'ja e che poi l'aveva aspettata a casa sua senza mangiare e bere per 36 ore; ritornata in compagnia di Keller, e per nulla spaventata, Nastas'ja aveva disprezzato Rogožin, il quale aveva minacciato di affogarsi se non avesse ottenuto il suo perdono: Nastas'ja, per nulla stupita, gli aveva detto in modo struggente che probabilmente, prima di suicidarsi, avrebbe trovato il coraggio di ammazzarla. Al termine, la donna aveva promesso di sposare Rogožin.
Nonostante ciò, Rogožin teme ancora che Nastas'ja possa cambiare idea e non sposarlo (e venire meno alla promessa di matrimonio per la seconda volta in pochi mesi), poiché in realtà la ragazza ama, e neanche tanto segretamente, il principe Myškin. L'unico motivo per il quale non sta con lui è perché crede di non meritarselo. Terminato il flashback, Lev sembra molto scosso e presagisce che le possa succedere qualcosa di tremendo; confessa, allora, a Rogožin i suoi dubbi. Per la prima volta fa la sua comparsa in scena il pugnale di Rogožin, un "coltello da giardiniere nuovo" col quale strappa alcune pagine di un libro davanti al principe.

Lev davanti al dipinto del Cristo di Hans Holbein il Giovane

I due, inoltre, discutono di fede e religione davanti a un dipinto, Il corpo di Cristo morto nella tomba di Hans Holbein il Giovane, la cui copia si trova a casa di Rogožin perché suo padre l'aveva acquistata per poterla rivendere e ricavarne del denaro. Ormai sull'uscio di casa, Lev e Parfën si scambiano le croci che portano al petto, un gesto col quale i due diventano "fratelli", stando alle parole dello stesso Myškin. Prima di lasciare la casa di Rogožin, il principe viene accompagnato a far visita alla madre malata del ragazzo (Parfën rivela che la stessa cosa aveva fatto anche Nastas'ja quando era stata a casa sua).
Segue una scena nella quale si alternano visioni. Lev inizia ad avere nuovi attacchi di epilessia e si sente male. Mentre egli vaga per Pietroburgo, si accorge che qualcuno lo sta seguendo e che questi è proprio Rogožin, il quale solleva il braccio ed è in procinto di pugnalarlo. Myškin grida il suo nome più volte e viene colto da un attacco epilettico, che lo fa scivolare per le scale e impedisce a Parfën di infliggere il colpo mortale. Il principe viene soccorso e in seguito accompagnato a Pavlovsk, dove trascorre la convalescenza in una villa che ha affittato da Lèbedev e sua figlia Vera. Non distante dalla nuova abitazione del principe, vi è la tenuta estiva della famiglia Epančin. Kolja accompagna la generalessa e le due figlie a far visita a Myškin. La giovane Aglaja recita dei versi di Puskin alla presenza del principe, ed è Kolja a rivelare il riferimento della ragazza al principe povero e al Don Chisciotte della Mancia.
Irrompe sulla scena Nastas'ja, anche lei trasferitasi a Pavlovsk. Senza scendere dalla sua carrozza, saluta tutti i presenti e, in particolare, Radomskij, un giovane militare amico intimo degli Epančin. Nastas'ja accenna ai debiti di Radomskij e alle cambiali che, su suo suggerimento, sono state ritirate da Rogožin.

### Quarta puntata
- Prima TV: 3 ottobre 1959
- Durata: 71 minuti

Gli eventi rappresentati in questa puntata sono relativi agli ultimi due capitoli della seconda parte e ai primi nove capitoli della terza parte del romanzo.

#### Trama

Keller e Myškin a Pavlovsk

La puntata si apre con l'arrivo di Keller a Pavlovsk, presso la residenza di Myškin. Keller, un ex membro della banda di Parfën, e poi responsabile di aver fatto firmare delle cambiali al generale Ìvolgin, fa un accorato discorso al principe e gli chiede in prestito del denaro. Myškin si rende conto subito delle intenzioni di Keller e senza aspettare più di tanto lo rassicura che è disposto a concedergli la somma richiesta; Keller rimane così impressionato che gli confessa che le sue parole non erano sincere, ma le aveva preparate in modo attento e preciso per colpire dritto al cuore la sensibilità del principe ed estorcergli quei soldi; si apre in modo quasi tenero a Myškin e, senza remore, gli rivela che quei soldi gli sarebbero stati necessari per pagare i propri vizi. Ma anche allora Lev dà prova della propria magnanimità. Keller, assolutamente sorpreso, non riesce a darsi pace e non può credere che un simile individuo venga additato da tutti come idiota, date le sue enormi qualità umane e morali. Giunge al punto di non voler più accettare il denaro del principe, ma poi ci ripensa e chiede una somma molto inferiore a quella inizialmente pattuita, giustificata dalle necessità e dai debiti impellenti.

Segue una scena nella quale la generalessa Epančin chiede spiegazioni al principe sul biglietto recapitato ad Aglaja nei giorni precedenti. Il principe, arrossendo, rivela il contenuto delle poche righe rivolte alla ragazza e confessa che quando aveva scritto il biglietto ne era innamorato. Infine, Lev rassicura la Prokòf'evna specificando che ora ama ancora Aglaja, ma soltanto come un fratello.

Aglàja e Lev

A Pavlovsk, durante un concerto, Nastas'ja affronta Radomskij e gli dà la notizia della morte dello zio, un funzionario che avrebbe dilapidato un tesoretto di quasi mezzo milione di rubli dello Stato. A sentire queste parole, il tenente Molovtsov interviene e la minaccia; Nastas'ja lo colpisce, schiaffeggiandolo, e prima che questi possa rispondere all'offesa viene bloccato da Myškin, che lo implora di non colpirla. Nel mentre, Nastas'ja si allontana con Rogožin.
Aglaja chiede appuntamento al principe e gli mostra una panchina nel parco come luogo prefissato dell'incontro. Qui la ragazza gli spiega che vuole fuggire all'estero perché si vergogna della sua famiglia, e gli chiede di essere sua amica. Lev le parla, allora, del suo amore per Nastas'ja, un sentimento molto forte che in realtà è solo pietà; allo stesso tempo egli le rivela anche il turbamento che Nastas'ja gli provocò durante il periodo trascorso a Mosca. Aglaja, stupita, gli spiega come Nastas'ja voglia farla sposare con lui, giacché crede che solo in questo modo il principe possa essere felice.
Quando Myškin fa ritorno nella sua tenuta, incontra Lèbedev che gli dà un resoconto di quanto è successo la sera precedente. Il funzionario, infatti, avrebbe perso il portafogli e con alcune allusioni fa ricadere la colpa sul generale Ìvolgin.

### Quinta puntata
- Prima TV: 10 ottobre 1959
- Durata: 72 minuti

La puntata va a coprire gli avvenimenti fino al settimo capitolo della quarta parte del romanzo.

#### Trama

Il principe legge le lettere di Nastas'ja ad Aglàja

Myškin si ritrova solo nel cortile della sua villa, intento a leggere le lettere di Nastas'ja ad Aglaja Ivanovna. Poco dopo, egli incontra Nastas'ja: la donna gli spiega che quello sarebbe stato il loro ultimo incontro e si allontana. Parfën, nascosto nel parco a pochi passi dai due, si avvicina al principe e lo saluta, non prima di avergli detto che era consapevole dell'amore di Nastas'ja nei suoi confronti e che non era affatto stupito delle sue parole.
Lev ritorna a casa ed è ancora una volta Lèbedev ad accoglierlo. Costui gli racconta, ancora con il suo tono allusivo e mediante riferimenti più o meno espliciti, che ha scoperto la colpevolezza del generale Ìvolgin per quel che concerne il furto occorso in casa: il generale avrebbe tentato di restituire la somma a Lèbedev, infilando il portafogli nella sua giacca, in modo da far credere a Lèbedev di essersi confuso e di non aver mai subito alcun furto. Lèbedev si dimostra però assai astuto e, capendo alla perfezione le intenzioni di Ìvolgin, non cede subito e prima di chiudere la faccenda preferisce riferire tutto a Myškin. 

Myškin e Ìvolgin a Pavlovsk

Segue un dialogo tra Ìvolgin e Myškin. Il generale, un fanfarone che ama raccontare aneddoti personali assolutamente inventati, spesso adattando storielle che legge su riviste e quotidiani, gli parla diffusamente del suo incontro con Napoleone Bonaparte; a differenza di tutti gli altri, però, il principe non lo irride ma lo ascolta attentamente, pur capendo benissimo che sono le parole di un bugiardo.
Ìvolgin decide di lasciare la casa, dopo una violenta lite domestica, e nelle ore successive muore tra le braccia di Kolja.
Il principe viene invitato per la prima volta a una festa di società, organizzata nella tenuta degli Epančin, alla presenza di figure notevoli e molto in vista a Pietroburgo, come la vecchia Belokonskaja. La festa, però, termina improvvisamente quando Lev ha un attacco di epilessia.

### Sesta puntata
- Prima TV: 17 ottobre 1959
- Durata: 58 minuti

L'ultima puntata copre gli avvenimenti riportati dall'ottavo all'undicesimo capitolo della quarta parte del romanzo.

#### Trama
Kolja riporta al principe la notizia della morte del padre, occorsa proprio a pochi passi dalla residenza di Myškin.
A un incontro organizzato da Aglaja e Nastas'ja a casa di quest'ultima, alla presenza di Myškin e Rogožin, le due donne iniziano a discutere riguardo al principe e ai suoi sentimenti per Nastas'ja: Aglàja rinfaccia a Nastas'ja che l'amore del principe è soltanto pietà. Dopo un lungo confronto, Aglaja, ferita dalla titubanza e delle esitazioni del principe, se ne va; Lev prova a seguirla, ma Nastas'ja lo ferma sulle scale e, incredula che la stia respingendo, sviene tra le sue braccia. Al risveglio abbraccia il principe; Parfën, che ha assistito alla scena, se ne va. Nastas'ja è in preda all'euforia e va a indossare un abito da sposa nella stanza adiacente, pronta a sposare il principe quanto prima, già a Pavlovsk. Ha ormai preso la sua decisione e va portata a termine il prima possibile.
Lev, nel frattempo, apprende la notizia della partenza della famiglia Epančin: Aglàja, risentita e offesa, ha convinto i suoi genitori a lasciare Pavlovsk. Ed è Radomskij a parlare francamente al principe e a spiegargli tutta la situazione. A suo dire, il principe crede di amare due donne ma probabilmente non ama nessuna delle due; la scelta di Aglàja, dunque, era stata l'unica possibile giacché non poteva accettare l'idea di condividere l'amore con un'altra donna.

Lev e Parfën nella scena finale

Nastas'ja chiede a Rogožin di portarla via da Pavlovsk; per l'ennesima volta la ragazza teme di aver commesso un errore per amore di Myškin e non ne vuole pregiudicare l'innocenza e la purezza. Parfën, folle d'amore, perdona la donna ancora una volta e accetta la sua proposta. Quando Myškin torna da Nastas'ja per sposarla, non la trova in casa e intuisce quale sia stata la decisione della donna. Prova a cercarla, ma inutilmente, facendo la spola fra l'abitazione di Rogožin e quella di Nastas'ja. A un tratto è Rogožin ad avvicinarlo e a condurlo a casa sua, senza comunque dargli spiegazioni. Qui scopre il cadavere di Nastas'ja, uccisa da Rogožin stesso con il pugnale che aveva mostrato al principe precedentemente. I due passano insieme la notte e il principe viene colto da un attacco di epilessia. 

## Produzione
Lo sceneggiato fu prodotto dagli studi televisivi di Milano della RAI per la messa in onda sul Programma Nazionale. La riduzione televisiva de L'idiota si inseriva nel panorama più ampio dei romanzi sceneggiati in tv, un format molto apprezzato dalla critica e dal pubblico italiano e che fu anche «l'unico genere di trasmissione di successo completamente "Italiano", cioè concepito e realizzato in Italia». L'Idiota di Vaccari e Albertazzi segnò nel 1959 la riapertura della stagione dei grandi romanzi sceneggiati in TV (in quella stagione vi furono altre sette riduzioni televisive tratte dai romanzi). Nonostante ciò, le prime riduzioni televisive in Italia dei testi dostoevskijani (Delitto e Castigo e Umiliati e offesi) non erano andate benissimo, risultando non del tutto convincenti.
A promuovere il progetto fu l'allora Direttore dei programmi Sergio Pugliese su proposta di Giorgio Albertazzi. Quest'ultimo ha raccontato che fu Evi Maltagliati a dargli l'idea di realizzare un adattamento televisivo delle pagine de L'idiota, un romanzo che Albertazzi aveva letto nel 1946 allorché era in carcere. Quando incrociò Pugliese, gli raccontò l'episodio e gli consegnò una riduzione teatrale de Il sosia e una bozza tratta da Memorie dal sottosuolo; il direttore accettò la proposta e gli disse «Bene. Scrivitelo». Albertazzi cercò di limitare quanto più possibile l'uso del flashback, su consiglio di Luchino Visconti. La sceneggiatura fu ultimata a Cortina, dove Albertazzi la lesse per la prima volta ad Anna Proclemer e a Davide Montemurri.
Pugliese affidò poi la regia al giovane Vaccari, collaboratore Rai di appena 28 anni e diplomato all'Accademia d'arte drammatica di Roma quattro anni prima.
Come sottolineato dai quotidiani dell'epoca, la scelta di trasporre L'idiota rappresentava una grande sfida anche per un artista «colto e ambizioso» come Albertazzi a causa delle difficoltà eccezionali in ogni fase del suo allestimento: la riduzione, l'adattamento e la traduzione del testo, ma anche la selezione degli interpreti; non mancarono contrasti con il regista Vaccari né con i produttori RAI, per i quali il target di riferimento doveva essere il pubblico medio: tutto ciò portò a tagliare alcune scene già provate e a variare il ritmo di certe battute. Albertazzi, a cinquant'anni dalla messa in onda dello sceneggiato, ricordò che si cercava «lo specifico televisivo, che non fosse né teatro né cinema».
Per il commento musicale originale ci si affidò a Luciano Chailly, compositore illustre e consulente Rai per la musica classica sin dal 1951.

### Cast
Per quanto concerne il cast, lo sceneggiato poteva contare perlopiù su artisti di formazione teatrale, alcuni di primissimo piano e altri all'inizio della propria carriera. Il ruolo del protagonista principe Lev fu interpretato da Giorgio Albertazzi, che «per dar vita al personaggio di Myskin ha dovuto farsi ossigenare». Anna Proclemer, compagna di Albertazzi, vestì i panni della donna amata dal principe, Nastàs'ja Filìppovna. Gian Maria Volonté, che fu tra i migliori attori della storia del cinema, comparve in questo sceneggiato in una delle sue prime prove in assoluto nel ruolo di Rogòžin e fu proprio grazie a questa riduzione che si fece conoscere al grande pubblico. La scelta di Vaccari di affidare il delicato ruolo di Rogòžin al talentuoso ma ancora abbastanza sconosciuto Volonté venne in prima battuta contestata da Albertazzi; questi chiese ai dirigenti Rai di sostituire l'allora ventiseienne Volonté con un attore più esperto come Enrico Maria Salerno, il quale solo un anno prima aveva recitato in Umiliati e offesi di Vittorio Cottafavi. Pugliese si schierò dalla parte del regista, appoggiando la sua scelta, e confermando Volonté nel cast; Albertazzi, che nel frattempo non aveva incassato un sì deciso da Salerno, incontrò Volonté all'uscita di un cinema e gli propose il ruolo; in un primo momento, il giovane attore milanese si mostrò dubbioso, ma successivamente si convinse e per i problemi economici che stava attraversando e perché Albertazzi gli disse che quel ruolo gli sarebbe stato a pennello.
Altro attore di spicco a prendere parte allo sceneggiato fu Sergio Tofano, che 10 anni più tardi recitò ne I fratelli Karamazov di Sandro Bolchi. Anche Gianni Santuccio, il quale qui vestì i panni del generale Ìvolgin, fu nel cast di un altro adattamento televisivo di un romanzo di Dostoevskij, e sempre per la regia di Sandro Bolchi: I demoni del 1972.
Per il ruolo di Aglàja Ivanovna la scelta di Vaccari era caduta sulla sua fidanzata, la diciannovenne Nicoletta Rizzi. Albertazzi avrebbe chiesto la sostituzione della giovane attrice, ritenuta inadatta al ruolo. Sebbene il regista si trovasse in un primo momento in disaccordo, alla fine fu presa la decisione di affidare il ruolo ad Anna Maria Guarnieri, attrice nota e, nonostante la giovane età, con alle spalle già numerose collaborazioni. In un breve comunicato la Rai diede la notizia che per motivi di salute («per improvvisa indisposizione» furono le parole esatte) la Rizzi avrebbe abbandonato le riprese e sarebbe stata sostituita dalla Guarnieri.

## Personaggi e interpreti

### Personaggi principali

Lev (Giorgio Albertazzi)
Parfën (Gian Maria Volonté)
Nastas'ja (Anna Proclemer)
Aglaja (Anna Maria Guarnieri)

- Principe Lev Nikolàevič Myškin, interpretato da Giorgio Albertazzi.
Il protagonista è un giovane di 26 anni, tornato in Russia dopo un lungo periodo all'estero dove era in cura per l'epilessia[24]. Tratti fondamentali del principe Lev sono l'innocenza e la mancanza di esperienza sociale, che, uniti agli accessi dovuti all'epilessia, creano a volte l'impressione superficiale di un deficit mentale o psicologico. La maggior parte degli altri personaggi, in un momento o nell'altro, si riferisce a lui in modo denigratorio apostrofandolo come "idiota"; nonostante ciò, quasi tutti sono profondamente colpiti da lui e in modo positivo.

- Parfën Semënyč Rogòžin, interpretato da Gian Maria Volonté.
Ragazzo che eredita un'enorme fortuna in seguito alla morte del padre[24]; è follemente innamorato di Nastas'ja Filippovna. Diventa un caro amico del principe Myškin, al punto da considerarlo un "fratello"; tuttavia, sviluppa e nutre un odio profondo nei suoi confronti a causa della gelosia. Il personaggio di Rogòžin rappresenta l'amore passionale e istintivo, in contrapposizione all'amore cristiano di Myškin basato sulla compassione e sulla pietà[25][26].

- Nastàs'ja Filìppovna Baraškova, interpretata da Anna Proclemer.
La protagonista femminile, dotata di una oscura quanto enigmatica bellezza. Intelligente, feroce e caparbia, è una figura straordinariamente emotiva e distruttiva. Rimane combattuta per tutta la narrazione tra l'amore puro e compassionevole di Myškin e l'ossessione di Rogòžin nei suoi confronti.

- Aglàja Ivanovna Epančin, interpretata da Anna Maria Guarnieri.
Figlia minore della lontana parente di Myškin, Elizavèta Prokòf'evna, e di suo marito, il ricco e rispettato generale Epančin. Aglàja è una ragazza di appena 20 anni dotata di una bellezza radiosa[27], è orgogliosa, impaziente, ma anche piena di umorismo e innocenza.

### Personaggi secondari

Lèbedev (Sergio Tofano)
Ferdyščenko (Ferruccio De Ceresa)
Radomskij (Mario Bardella)
Keller (Carlo Hintermann)
Tockij (Aldo Pierantoni)

- Luk'jan Timofeevič Lèbedev, interpretato da Sergio Tofano.
Un furfante curioso e ambizioso, è a tutti gli effetti una sorta di archivio di informazioni sociali, specialmente dell'ambiente pietroburghese[24]. Dotato di un malizioso senso dell'umorismo e di un altrettanto acuto intelletto, si dimostra abilissimo nell'ingraziarsi i suoi superiori, sempre col fine di perseguire vari schemi e intrighi.
- Vera Luk’janovna Lèbedev, interpretata da Angela Cardile.
È la figlia del funzionario Lèbedev e aiuta il padre con le faccende domestiche nella villa di Pavlovsk[28].
- Ferdyščenko, interpretato da Ferruccio De Ceresa.
Affittuario presso casa Ìvolgin, è un ubriacone dai modi rudi e inappropriati[29]. Tuttavia, la sua arguzia grossolana e la sua sagacia tagliente sono incredibilmente apprezzate da Nastas'ja[30].
- Evgenij[31] Pavlovič Radomskij, interpretato da Mario Bardella.
Giovane militare, prestante, amico intimo della famiglia Epančin[32]. Quando inizia a manifestare il proprio interesse per la bella Aglàja, Nastas'ja ne mette a dura prova la resistenza, rinfacciandogli pubblicamente una serie di incresciosi aspetti del suo passato.
- Keller, interpretato da Carlo Hintermann.
Ex tenente e membro della banda di Rogòžin, sviluppa nel corso della vicenda una sincera ammirazione nei confronti del principe.
- Afanasij Ivanovič Tockij, interpretato da Aldo Pierantoni.
Ricco aristocratico e libertino, vecchio amico e socio d'affari del generale Epančin[29]. È stato il tutore di Nastas'ja.

Famiglia Ìvolgin
Ardaliòn (Gianni Santuccio)
Nina (Maria Fabbri)
Ganja (Antonio Pierfederici)
Varvara (Franca Nuti)
Kolja (Davide Montemurri)

- Generale Ardaliòn Aleksàndrovič Ìvolgin, interpretato da Gianni Santuccio.
Vecchio ubriacone e fanfarone, padre di Kolja e Ganja[30].
- Nina Aleksandrovna, interpretata da Maria Fabbri.
È la consorte del generale Ìvolgin[30].
- Gavrìla Ardaliònovič Ìvolgin, detto Ganja, interpretato da Antonio Pierfederici.
È il giovane segretario del generale Epančin[33]. Accusato di essere avaro, si offre in matrimonio a Nastas'ja Filippovna, nonostante ami la giovane Aglàja, esclusivamente per la dote. Ganja rappresenta l'amore per vanità, ed è ciò a contrapporlo sia al principe sia a Rogòžin[26].
- Varvara Ardalionovna Ìvolgin, interpretata da Franca Nuti.
Sorella di Kolja e Ganja[30].
- Nikolaj Ardaliònovič Ìvolgin, detto Kolja, interpretato da Davide Montemurri.
Figlio del generale Ìvolgin[34], diventa assiduo frequentatore di casa Epančin.

Famiglia Epančin
Ivan (Augusto Mastrantoni)
Elizavèta (Lina Volonghi)
Adelaida (Gianna Giachetti)

- Generale Ivan Fëdorovič Epančin, interpretato da Augusto Mastrantoni.
Padre di Aglàja, il generale è un vecchio uomo d'armi che sembra non ignorare il fascino di Nastas'ja.
- Elizavèta Prokòf'evna, interpretata da Lina Volonghi.
Lontana parente del principe Myškin, moglie del generale Epančin e madre di Aglàja, si dimostra assai spontanea e schietta nelle sue parole e nel suo modo di porsi.
- Adelaìda Ivanovna Epančin, interpretata da Gianna Giachetti.
Ragazza di 23 anni, è la sorella maggiore di Aglàja[27].

### Altri personaggi

Belokonskaja (Mercedes Brignone)
Ivan Petrovič (Romolo Costa)
Madre di Rogozin (Liuccia Baker Masoero)
Aleksej (Gianni Galavotti)
Cantante (Tamara Moltanoff) e pianista (Enrico Ostermann)

- La madre di Rogòžin, interpretata da Liuccia Baker Masoero.
- Zalëžev, interpretato da Marcello Bertini.
- Dar’ja Alekseevna, interpretata da Pina Cei. Amica fedele e complice di Tockij[35].
- Sonja, interpretata da Giuseppina Setti.
- Tenente Sergej Molovcov, interpretato da Sandro Moretti.
- Generale Ivan Petrovič, interpretato da Romolo Costa. È il superiore diretto del generale Epančin, nonché parente del defunto Pavliščev, tutore di Lev.
- Principessa Belokonskaja, interpretata da Mercedes Brignone.
- Aleksej, interpretato da Gianni Galavotti.
- Katja, interpretata da Laura Panti. Cameriera di Nastas'ja.
- Il vecchietto alla festa di Nastàs'ja, interpretato da Armando Benetti.
- Il portiere, interpretato da Dino Peretti.
- Un servo, interpretato da Lino Fumagalli.
- Un soldato, interpretato da Mario Lanfritto.
- Una mendicante, interpretata da Gilda Rosa.
- Un facchino, interpretato da Dante Sivieri.
- Un dignitario, interpretato da Loris Gafforio.
- La moglie del dignitario, interpretata da Anty Ramazzini.
- Un giovane poeta, interpretato da Enrico Baroni.
- Una cantante, interpretata da Tamara Moltanoff.
- Un pianista, interpretato da Enrico Ostermann.

## Accoglienza
L'Idiota di Albertazzi e Vaccari rappresentava il primo vero lavoro d'impegno della stagione televisiva, quello che fu definito da molti uno dei più grossi e seri impegni per la TV italiana; prima ancora della messa in onda, le aspettative erano altissime: 
(La Stampa 27/09/1959 - numero 230, pagina 4)
Già dopo la prima puntata lo sceneggiato ottenne il consenso pressoché unanime del pubblico e della critica. In generale, fu apprezzato lo sforzo di trasposizione e di adattamento del romanzo di Dostoevskij per il pubblico italiano, la qualità delle scene, la regia accurata e propriamente televisiva e l'interpretazione del cast.
(l'Unità 11/10/1959 - p. 5)
In particolare, oltre alla prova di Albertazzi, vi furono giudizi estremamente positivi su Lina Volonghi e Sergio Tofano i quali «sembravano balzar vivi dalle pagine del romanzo»; di notevole spessore furono anche le interpretazioni di Volonté e Anna Proclemer. Nonostante ciò, non mancarono di certo critiche meno favorevoli:
(La Stampa 11/10/1959 - numero 242 pagina 4)
Al netto dei giudizi negativi, si può tuttavia dire che nel complesso vi fu un'ottima ricezione da parte del pubblico (lo sceneggiato fu visto da circa 15-16 milioni di telespettatori ed ebbe un indice di gradimento medio dell'86%, con punte del 95%) e della critica; sulle colonne de La Stampa si fece notare il notevole progresso rispetto a molte delle trasposizioni precedenti di uno sceneggiato che «deve anche ai suoi meriti d'essersi tirata addosso tante critiche»:
(Stampa Sera 3 ottobre 1959 - numero 235, pagina 8)
A distanza di anni, il giudizio sulla trasposizione e le interpretazioni dei singoli è rimasto positivo.

## Distribuzione
In Italia la miniserie è stata trasmessa in prima visione Rai 1 in prima serata dal 26 settembre 1959 al 17 ottobre 1959.

### DVD
Il 17 settembre 2008 Rai Trade ha annunciato l'uscita di una collana dei grandi sceneggiati RAI. Insieme a RCS e Fabbri, Rai Trade ha prodotto un'edizione DVD dello sceneggiato (EAN 8032807045412) in 3 dischi.

## Differenze col romanzo
La miniserie rimane fedele al romanzo e rispetta in gran parte lo svolgimento e l'evoluzione delle pagine di Dostoevskij. Vi sono, tuttavia, alcune differenze nell'adattamento televisivo di Albertazzi, dovute perlopiù al diverso mezzo espressivo e alle esigenze di sintesi. Tra le maggiori si segnala che nella riduzione lo sceneggiatore tagliò fuori completamente il gruppo dei nichilisti, dando maggiore spazio alla vicenda amorosa.

### Personaggi assenti
- Nel romanzo, le figlie del generale Epančin sono tre e non due[27]. La figlia maggiore, Aleksàndra, non compare nello sceneggiato, né si dà notizia del suo imminente matrimonio.
- Nel romanzo, tra gli affittuari di casa Ìvolgin figura anche l'usurario Ivàn Petròvič Ptìcyn[34], che però non compare nella miniserie televisiva. Si accenna alla sua esistenza alla festa di Nastas'ja: si scopre, infatti, che Rogòžin gli ha chiesto un ingente prestito nelle ore precedenti.
- Non vi è alcun riferimento nello sceneggiato al misterioso Principe Šč.[33], il quale corteggia Adelaida Ivanovna.
- Non è presente Antip Burdóvskij[32][48], il quale erroneamente pensa di essere un figlio del benefattore del principe Myškin e ne pretende l'eredità.
- Non viene introdotto, inoltre, il personaggio di Doktorenko[32][48], il nipote nichilista di Lèbedev, caro amico di Ippolit e Burdovskij.

#### Ippolìt Terènt'ev
Tra le numerose assenze spicca senza ombra di dubbio quella di un personaggio cardine della vicenda. Nell'adattamento televisivo, infatti, la figura di Ippolìt non viene mai introdotta, nonostante sia un personaggio molto importante nel romanzo: questa scelta ha per forza di cose alterato in parte la trama, causando la soppressione di alcuni episodi o modificandone in maniera vistosa lo svolgimento.
Nel romanzo, ad esempio, Dostoevskij scrive che il principe Myškin si reca a casa di Nastas'ja la sera del suo compleanno accompagnato dal generale Ìvolgin, il quale fa prima visita alla sua amante Màrfa Borìsovna Terènt'eva. Lì il principe incontra il figlio malato di quest'ultima, il nichilista Ippolìt, caro amico di Kolja. Nulla di tutto ciò è stato trasposto nello sceneggiato: il principe sembra, infatti, arrivare da solo a casa di Nastas'ja Filìppovna. Non compare, quindi, neanche la scena del tentato suicidio di Ippolit a Pavlovsk; né si dà conto della sua lettera di addio al mondo, alla presenza di Myškin, Kolja e Keller.
Nelle pagine di Dostoevskij, quando Nastas'ja decide di sposare il principe, è Ippolit a suggerire a Myškin che questa scelta porterà Rogožin a uccidere Aglàja Ivanovna per vendicare la perdita della propria donna amata. Nel romanzo, inoltre, trascorrono due settimane dalla proposta di matrimonio al giorno delle nozze; nello sceneggiato, invece, questo spazio temporale si annulla e Nastas'ja fugge via con Rogožin lo stesso giorno in cui chiede al principe di sposarla.
(La Stampa 18/10/1959 - numero 248 pagina 4)

Parfën e Nastas'ja prima di fuggire

Poiché i personaggi di Dostoevskij sono legati fra loro da reazioni psicologiche assai complesse, è stato sottolineato che privare il principe Myškin di un suo personaggio equivale a privarlo di una parte di sé stesso.

### Ulteriori differenze
- Quando Nastas'ja sviene, Rogožin la risveglia prendendo con due dita l'acqua da un vaso di fiori; nel romanzo, invece, Dostoevskij scrive di un bicchiere d'acqua[52] e non di un vaso. L'episodio sembrerebbe[53] una citazione al film del 1951 di Akira Kurosawa, giacché anche il Rogožin interpretato da Toshiro Mifune utilizza un vaso di fiori per risvegliare Nastas'ja, nel suo caso rovesciandone tutto il contenuto addosso alla ragazza.
- Nell'adattamento televisivo, il principe riceve in dono da Aglàja Ivanovna un gattino, sebbene nel romanzo si parli di un riccio[54][55][56].